# Magdolna (quartier)
Magdolna ([ˈmɒgdolnɒ]) est un quartier de Budapest, situé dans le 8e arrondissement. Il est créé en décembre 2012 mais existe informellement depuis le lancement d'un programme de réhabilitation urbaine en 2005.

## Périmètre
Selon l'arrêté du 12 décembre 2012 (94/2012. (XII. 27.), annexe 31) de l'assemblée métropolitaine de Budapest, le périmètre du quartier est le suivant : Koszorú utca-la partie est de Mátyás tér-Nagy Fuvaros utca-Népszínház utca-la partie nord-est de Teleki László tér-Fiumei út-Baross utca-la partie ouest, sud et est de Kálvária tér-Baross utca.
Le quartier existe sous une forme non officielle depuis 2005, sous la forme du programme urbain de réhabilitation sociale Magdolna (Magdolna-negyed Program). Il tire son nom de Magdolna utca, longue rue traversante qui relie Dobozi utca à Koszorú utca. Pour la municipalité d'arrondissement, l'enjeu est alors de casser les représentations négatives autour du toponyme Józsefváros.
- Baross utca
- Bauer Sándor utca (ex-Erdélyi utca)
- Dankó utca
- Dobozi utca
- Fiumei út
- Homok utca
- Kálvária tér
- Karácsony Sándor utca
- Kis Fuvaros utca
- Koszorú utca
- Lujza utca
- Magdolna utca
- Mátyás tér
- Nagy Fuvaros utca
- Népszínház utca
- Szerdahelyi utca
- Szigetvári utca
- Teleki László tér

## Histoire
Magdolna ressemble à un quartier de faubourg, travaillé tant par une activité commerçante et manufacturière que par l'extension du centre-ville de Pest. De fait de sa proximité avec les gares de Keleti et de Józsefváros, c'est en partie là que les ouvriers, qui venaient travailler en semaine à Budapest, trouvaient de quoi se loger ; que les commerçants de province montaient à la capitale, notamment par le biais de la foire au bétail et du marché aux puces. Le paysage urbain est marqué par des édifices hétéroclites, dominés par des immeubles d'habitation de deux à trois étages de qualité moyenne, d'anciennes casernes d'ouvriers aux cours très profondes, des ateliers d'artisan d'un à deux niveaux transformés en logements et par quelques élégants immeubles cossus comparables aux habitats bourgeois du centre-ville.

## Équipements
Les halles de Teleki tér se situent sur la place éponyme. Ce grand édifice contemporain, peint aux couleurs de l'arrondissement, a remplacé l'ancien marché qui se tenait là.
La municipalité d'arrondissement dispose d'un certain nombre d'équipements dans le périmètre du quartier, au nombre desquels se trouve le centre culturel communautaire Kesztyűgyár, du nom de l'ancienne fabrique de gants dans laquelle il se trouve. Ce centre, situé sur Mátyás tér, est le fruit du programme de rénovation sociale du quartier. Il joue un rôle pivot entre la municipalité, les structures d'encadrement péri-scolaires, ainsi que les diverses associations de riverains. Il joue un rôle d'animation socio-culturelle dans la vie du quartier.
Le développement de la vie associative est balbutiant, lié aux difficultés d'investir le champ de la démocratie locale dans les pays anciennement communistes. Le programme de rénovation urbaine de Magdolna a néanmoins permis d'encourager des initiatives des riverains dans les domaines sociaux, culturels, pédagogiques ou environnementaux. Aux associations thématiques s'ajoutent des structures de défense des intérêts des habitants du quartier, souvent autour de leurs statuts d'occupation résidentielle (locataires sociaux, propriétaires). Du fait de l'implantation ancienne d'une communauté de musiciens Roms, on trouve aux abords du quartier un certain nombre d'organisations métropolitaines, liée à la collectivité de la minorité rom : le centre métropolitain pour l'éducation et la culture rom (Frokk) ; ou d'échelon national : le Parlement rom (Roma parlament).
On trouve également dans le quartier Magdolna de nombreuses traces de son passé juif, notamment des petites synagogues dans les cours intérieures (notamment la synagogue de Nagy Fuvaros utca) ou encore les anciens immeubles des commerçants de Teleki tér. Les organisations protestantes sont également très présentes, notamment à travers les associations d'aide aux sans-abris.

## Le quartier dans les représentations
Le film d'animation Nyócker ! s'inspire ouvertement de la vie du quartier. L'ouvrage Histoires du huitième district de Giorgio Pressburger, narre les scènes du quotidien à partir des souvenirs de l'auteur, natif du quartier.

## Personnalités liées au quartier
- Giorgio Pressburger, écrivain italien d'origine hongroise, né dans Erdélyi utca (actuelle Bauer Sándor utca).
- Géza Bereményi, écrivain hongrois, a passé son enfance autour de Teleki László tér.